# Бартнік
ТОВ “Бартнік” — українська компанія, що спеціалізується на продукції бджільництва. найбільший експортер українського меду.

## Історія
Товариство з обмеженою відповідальністю “Бартнік” розташоване в старовинному місті Ізяславі, Хмельницької області.
Історія підприємства розпочалася зі створення приватного підприємства “Бартнік” у 1996 р. Товариство, що складалося із 4 осіб сім’ї Паньковських, створювалося з метою заготівлі та експорту гречаного меду для одного із фасувальних закладів Республіки Польща.
У 1999 році, з метою залучення іноземних інвестицій та фасування високоякісних продуктів бджільництва, ПП “Бартнік” було реорганізовано в спільне україно-польське підприємство — Товариство з обмеженою відповідальністю “Бартнік”.
Сьогодні ж «Бартнік» є одним із лідерів експорту бджолопродуктів та бджоломаток із України. На підприємстві працюють більше 70 працівників. Мед «Бартнік» представлений у магазинах США, Канади, Польщі, Німеччини, Словаччини, Румунії, Болгарії, Великої Британії та у інших країнах.